# Random Access Memories
|  | Denne artikel omhandler Daft Punk-albummet. For computeres arbejdshukommelse, se Random Access Memory. |
Random Access Memories er det fjerde studiealbum fra den franske elektroniske musikduo Daft Punk. Albummet er udgivet af Daft Life i 2013 (et underlabel til Columbia Records) og blev sendt i handlen den 17. maj i Australien, den 20. maj i England og den 21. maj i USA.
På albummet medvirker bl.a. Nile Rodgers, Paul Williams, Giorgio Moroder, Pharrell Williams, Todd Edwards, Chilly Gonzales, og Julian Casablancas.

## Spor
| Nr.           | Titel                                                  | Længde |
| ------------- | ------------------------------------------------------ | ------ |
| 1.            | "Give Life Back to Music"                              | 4:34   |
| 2.            | "The Game of Love"                                     | 5:21   |
| 3.            | "Giorgio by Moroder"                                   | 9:04   |
| 4.            | "Within"                                               | 3:48   |
| 5.            | "Instant Crush" (featuring Julian Casablancas)         | 5:37   |
| 6.            | "Lose Yourself to Dance" (featuring Pharrell Williams) | 5:53   |
| 7.            | "Touch" (featuring Paul Williams)                      | 8:18   |
| 8.            | "Get Lucky" (featuring Pharrell Williams)              | 6:07   |
| 9.            | "Beyond"                                               | 4:50   |
| 10.           | "Motherboard"                                          | 5:41   |
| 11.           | "Fragments of Time" (featuring Todd Edwards)           | 4:39   |
| 12.           | "Doin' It Right" (featuring Panda Bear)                | 4:11   |
| 13.           | "Contact"                                              | 6:21   |
| Total længde: | Total længde:                                          | 74:24  |

| 14.           | "Horizon"     | 4:24  |
| Total længde: | Total længde: | 78:48 |